# Бог Творець (вітраж)
Бог Творець — вітраж роботи Станіслава Виспянського в костелі Святого Франциска (Краків, Польща). Створений приблизно у 1904, з використанням яскравих модерних мотивів, геометричними та натуральними фігурами, геральдичними елементами.

## Історія
Станіслав Виспянський був неймовірно різнобічним. Крім своїх літературних праць він залишив після себе безліч малюнків, живописних та пастельних зображень з видами Кракова, портретів, різноманітні ілюстрації та графічні роботи. Виспянський розробив дизайн цілого ряду вітражів та розписів для костелів, а також створив проект реконструкції Вавельського замку, так і не втіленого в життя.
У співавторстві з Юзефом Мехоффером Виспянський створив 36 вітражів для собору Св. Марії у Кракові, коли допомагав Яну Матейку у роботі над реставрацією будівлі. Творчий тандем виявився достатньо успішним, і крім іншого відзначився участю у конкурсі декораторського мистецтва у Парижі та розробкою зовнішнього вигляду завіси для театру ім. Юліуша Словацького у Кракові. Вже самостійно Виспянський оформив францисканський костел (окрім «Бог Творець», це також знаменитий вітраж «Повстань», «Блаженна Саломея», «Рани Св. Франциска»).

## Опис
Бог зображений як літній чоловік із білою бородою, у кольоровій туніці. Він тримає ліву руку над головою, а правою вказує на Землю. Майстер обрав сцену Творення Світу:
|  | На початку Бог створив Небо та землю. І вчинив Бог обидва світила великі, світило велике, щоб воно керувало днем, і світило мале, щоб воно керувало ніччю, також зорі. |

Останньою серед Божих творінь була людина:
|  | …за образом Нашим, за подобою Нашою, і хай панують над морською рибою, і над птаством небесним, і над худобою, і над усею землею, і над усім плазуючим, що плазує по землі. Бут. 1:26 |